# Rachel (Nevada)
Rachel es un pequeño pueblo ubicado en el condado de Lincoln (Nevada). Originalmente llamado "Sandy", debido a su larga extensión de arena (sand, en inglés, significa "arena"), Rachel es la ciudad más joven de Nevada y es considerada como la "Capital Mundial de los Ovnis". Poco después a la ciudad se le dio el nombre de Rachel Jones, la primera niña nacida en la comunidad, que había sido fundada por D.C. Day en 1978. La región ha aparecido en revistas, libros, programas de televisión y muchos periódicos importantes como el "Centro de Actividad Ovni", y es visitada por entusiastas de la ciencia ficción y por visitantes de todo el mundo. Como resultado de toda esta publicidad, la Legislatura del Estado de Nevada cambió el nombre de la carretera 375 por el de "Carretera Extraterrestre". Rachel goza de una cierta notoriedad, particularmente entre los entusiastas de la aviación y los cazadores de ovnis.
La ciudad se encuentra aproximadamente a tres horas en coche al norte de Las Vegas (Nevada) a lo largo de la carretera 375 (la "Autopista Extraterrestre"), que tiene un límite de velocidad no oficial "Warp 7". 
Parte del Campo de Pruebas de Nevada está situado al suroeste del condado de Lincoln, cerca de Rachel. Con sólo un centenar de personas en todo el valle, Rachel ni siquiera tiene una oficina de correos. No obstante, hay una gasolinera, una tienda de conveniencia en un extremo de la ciudad, un restaurante-bar-motel y un aparcamiento para autocaravanas. Aunque hay menos de cinco viviendas permanentes, la mayoría de las personas viven en casas móviles en áreas de matorral desértico. El pueblo está ubicado en el extremo sur del Valle de Sand Springs.
Alrededor de este pequeño pueblo, se cultiva la alfalfa y se cría al ganado. Los entusiastas de la historia occidental si lo desean, pueden explorar las montañas que rodean Rachel. En la comarca se pueden encontrar utensilios de los indios paiute como puntas de flecha, petroglifos y otros signos de campamentos. No muy lejos de Rachel se dice que hay pueblos fantasma llenos de espíritus de los difuntos vaqueros.

## Demografía
Censo de los Estados Unidos (histórico)
| (2000) | 98 |
| (2010) | 54 |

## Historia
Esta región estuvo habitada ocasionalmente por los Indios paiute. Dentro de un radio de 48 km de Rachel hay restos de decenas de minas abandonadas, junto con varios campamentos mineros como Logan, Crescent, Freiburg y Groom. De estso lugares se extrajeron plata, tungsteno, mercurio y plomo.
Rachel fue un localidad minera, cuya fortuna ha subido y bajado en función de la mina de tungsteno de la compañía Union Carbide, en la Montaña de Tempiute, a unos 8 km al este de la ciudad. Cuando Union Carbide compró la mina y la abrió a mediados de los años 70, hubo una necesidad inmediata de vivienda para los más cien trabajadores y sus familias. El sitio posee los dos requisitos esenciales para la liquidación: el acceso de agua subterránea y terrenos privados. Cuando Union Carbide cerró la mina en torno a 1988, la suerte de Rachel cayó con ella. Por lo menos, casi la mitad de la población se mudó, dejando atrás muchas casas móviles y algunos supervivientes.
En noviembre de 1989, un residente de Las Vegas, Bob Lazar, aseguró en una cadena de televisión de Las Vegas, la KLAS-TV, que había trabajado con naves espaciales extraterrestres en el lago Papoose, en el Polígono de Pruebas de Nellis, a unos 56 km al sur de Rachel. Dijo haber visto nueve platillos volantes en un hangar construido en la ladera de una colina, y afirmó que había trabajado como científico haciendo la "ingeniería inversa" al sistema de propulsión de una de estas naves. Tan pronto como se dieron a conocer sus reivindicaciones, una avalancha de curiosos y cazadores ovni viajaron al Valle de Tikaboo para buscar platillos volantes. El lugar sagrado entre los observadores ovni fue el ya famoso "Buzón Negro", el buzón de un ganadero local. Algunos de los que se aventuraron más abajo en la carretera llegaron al Rachel Bar y Grill, que posteriormente se cambió de nombre a Little A'Le'Inn (pronunciado "Little Alien").
La mayoría de las observaciones se centran en el Área 51, la instalación de pruebas secreta de aeronaves en Groom Lake, a unos veinticinco kilómetros al sur de Rachel. Esta gran base de la Fuerza Aérea, que el gobierno trata de mantener en secreto, fue el lugar de experimentación para el U-2, el A-12 y el Lockheed F-117 Nighthawk, antes de que estos aviones se hicieran públicos..